# Ваттовое море

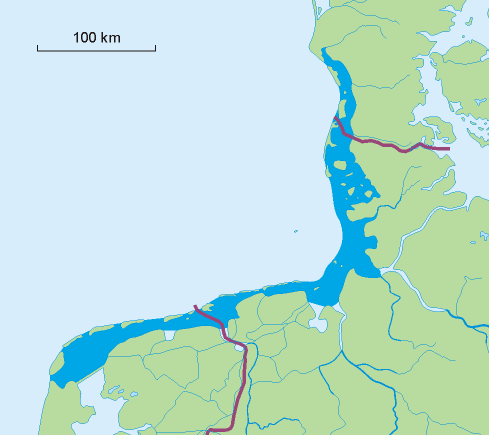
Ваттовое море на карте (отмечено синим цветом)

Ва́ттовое мо́ре (Ваттенмеер; нем. Wattenmeer, нидерл. Waddenzee, дат. Vadehavet, з.-фриз. Waadsee) — прерывистая череда ваттов (мелководных морских участков) у берегов Нидерландов, Германии и Дании, часть акватории Северного моря, ограниченная цепью Фризских островов.
В советской и российской географической литературе море обычно не выделяется как самостоятельное, а рассматривается как часть Северного моря. Название «ваттовое море» употребляется как обобщающий термин для побережий подобного типа. Другие типичные примеры ваттовых морей: залив Сан-Франциско, залив Фанди в Канаде, корейский берег Жёлтого моря.
В 2009 году 66 % территории Ваттового моря было включено в список Всемирного наследия ЮНЕСКО в Нидерландах и в Германии как «одна из последних масштабных природных экосистем приливной зоны, в которых естественные процессы продолжают функционировать в значительной степени без вмешательства человека».

## География

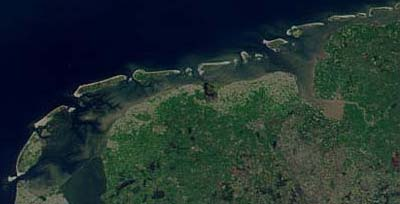
Залив Ваддензе на снимке из космоса

Череда ваттов и лагун простирается примерно на 500 км от Ден-Хелдера на юго-западе (Нидерланды) до посёлка Скаллинген (близ Эсбьерга) на северо-востоке (Дания). Занимает площадь около 10 тыс. км². Включает залив (лагунного типа) Ваддензе (северная часть бывшего залива Зёйдер-Зе), эстуарии рек Эмса (бухта Долларт), Везера, Эльбы, бухту Ядебузен и часть Хельголандской бухты. Отделено от основной акватории Северного моря цепью Фризских (Ваттовых) островов. В Хельголандской бухте роль барьерных выполняют острова Альте-Меллум, Шархёрн и Тришен.
Крупнейшая из акваторий, составляющих Ваттовое море, — залив Ва́ддензе (нидерл. Waddenzee), расположенный между побережьем Нидерландов и Западно-Фризскими островами. Отделён от озера Эйсселмер дамбой Афслёйтдейк. Включает отмели Фризский Ватт (Friese Wad) и Гронингенский Ватт (Groninger Wad).
Ваттовый берег Северного моря в основном сформировался в X—XIV веках, после того как торфяные отложения, ранее отделённые от океана песчаными дюнами (нынешние Фризские острова), были разрушены и смыты в результате штормовых нагонов воды (см. Список наводнений в Нидерландах).
Дважды в день море осушается отливом и наполняется во время прилива, представляя собой типичную литоральную зону. Обладает значительными запасами природного газа.

## Охраняемые территории

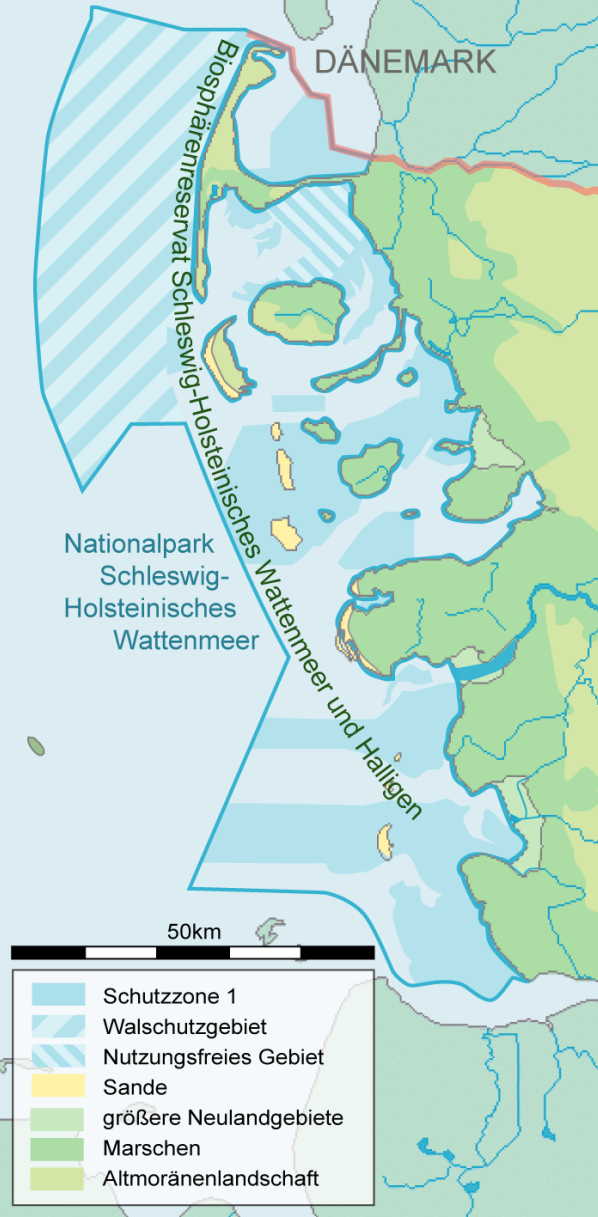
Северо-Фризские острова и национальный парк Schleswig-Holsteinisches Wattenmeer.

Ваттовое море имеет богатую флору и фауну и высокую биологическую продуктивность. Особенно важную роль море играет для сохранения популяций животных северо-запада Европы. Здесь выводятся мальки почти всего поголовья камбалы Северного моря; от состояния ваттов зависит благополучие центральноевропейской популяции обыкновенного тюленя. Количество перелётных птиц, останавливающихся здесь во время ежегодных миграций, по некоторым оценкам достигает 20 млн.
Значительная часть моря с 1978 года охраняется в рамках международного сотрудничества Нидерландов, Германии и Дании. В 1982 году принята Совместная декларация по охране Ваттового моря, в 1997 году принят Трёхсторонний план по Ваттовому морю. Популяция обыкновенного тюленя охраняется с 1990 года в рамках Соглашения по сохранению тюленей в Ваттовом море.
С целью охраны местной фауны (преимущественно птиц) в акватории Ваттового моря были организованы заповедники Ваттенмер (на границе Германии и Нидерландов, нем. Wattenmeer, нидерл. Waddenzee) и Кнехтзанд (на банке Кнехтзенде, нем. Knechtsände). В настоящее время почти вся акватория моря охватывается тремя национальными парками (один целиком на территории Германии, два других прилегают к границам):
- Национальный парк Гамбургское Ваттовое море в устье Эльбы,
- Национальный парк Нижнесаксонское Ваттовое море[нем.] на территории Нижней Саксонии и Восточно-Фризских островов,
- Национальный парк Шлезвиг-Гольштейнские ватты на территории земли Шлезвиг-Гольштейн и Северо-Фризских островов.

## Рекреационное значение
Среди фризов и в Северной Германии популярны прогулки по ваттовому мелководью (нидерл. wadlopen, з.-фриз. waadrinnen), иногда называемые здесь традиционным видом спорта.